# حديقة ويراكاتا الوطنية
حديقة ويراكاتا الوطنية (بالإنجليزية: Werakata National Park)‏ هي حديقة وطنية محمية تقع في منطقة Lower Hunter في نيو ساوث ويلز شرق أستراليا . تمتد الحديقة على مساحة 3.337 هكتار، وتقع بالقرب من بلدة سيسنوك، تنقسم الحديقة إلى ثلاثة أقسام متميزة، جزء منها قريب من أبرمين ، وجزء آخر بالقرب من كيرسلي، والجزء الثالث بجوار كيتشنر / أبرنيثي. تقع الحديقة الوطنية داخل منطقة الطيور المهمة في وادي هانتر (بالإنجليزية: Hunter Valley)‏. وجنوب الحديقة الوطنية تقع منطقة الحفاظ على ولاية وركاتا المنفصلة.

## روابط خارجية
- "Werakata National Park". NSW National Parks and Wildlife Service  [لغات أخرى]‏. حكومة نيو ساوث ويلز [الإنجليزية]. مؤرشف من الأصل في 2015-03-31.{{استشهاد ويب}}:  صيانة الاستشهاد: علامات ترقيم زائدة (link)
- "Werakata National Park". Office of Environment & Heritage. حكومة نيو ساوث ويلز [الإنجليزية]. مؤرشف من الأصل في 2015-04-01.
- "Werakata National Park". Friends of Werakata National Park. مؤرشف من الأصل في 2020-03-08.
- "Werekata National Park". Flickr. مؤرشف من الأصل في 2020-07-07.